# Пран
Пран (при рождении Пран Кришан Сиканд, англ. Pran Krishan Sikand; 12 февраля 1920, Нью-Дели, Британская Индия — 12 июля 2013, Мумбаи, Махараштра, Индия) — индийский киноактёр, лауреат ряда премий, в том числе высшей индийской награды за заслуги в кинематографе — премии имени Дадасахеба Фальке.

## Биография
Родился в богатой семье инженера-строителя и правительственного подрядчика Кевала Кришан Сиканда; у Прана было шестеро братьев и сестёр. С детства был одаренным, особенные успехи показывал в математике. Сам же он не очень интересовался учёбой и получив среднее образование не чувствовал потребности учиться дальше.
В связи с переводами отца по работе переезжал в разные города Индии: учился в школах в Капуртхале, Уннао, Мируте, Дехрадуне и, наконец, окончил школу в Рампуре. После получения среднего образования поступил в училище A. Das & Co в Шимле, чтобы обучиться фотографии и стать профессиональным фотографом. Там же впервые стал увлекаться актёрством и сыграл свою первую роль Ситы в постановке Рамаяны.
Работая фотографом Пран получал ежемесячную зарплату в 200 рупий. Он бросил эту работу, чтобы сниматься в кино за 50 рупий в месяц (в фильме «Yamla Jat»).
Когда впоследствии его спрашивали о его пути в кинематограф, он отвечал, что состоялся потому, что был талантлив: «репетиция, на мой взгляд, в любом искусстве вторична. В первую очередь, чтобы добиться успеха, вы должны быть одарены Богом. Вы можете получить диплом института, а не талант. Любой талант или умение должны быть внутри вас». А на вопрос как узнать, есть ли у вас талант? Ответил, что «так и не понял этого, потому что никогда не хотел быть актёром».

## Карьера
Пран начал свою кинокарьеру раньше, чем три знаменитых героя Болливуда 1950-х годов: Радж Капур, Дев Ананд и Дилип Кумар.
Свою первую роль (злодея) он сыграл в панджабиязычном фильме режиссёра Моти Б. Гидвани Yamla Jat в 1940 году. Приглашение сниматься он получил, случайно встретив в Лахоре писателя Вали Мохаммада Вал. А настоящий успех пришёл к нему в 1942 году после главной роли в картине Khandaan. Пран не рассказывал отцу, что снимается в кино, так как думал, что тот не позволит ему делать актёрскую карьеру. Когда первая публикация о нём появилась в газете, Пран попросил сестёр спрятать газету. Однако когда его отец наконец узнал о занятиях сына, то не расстроился, как этого ожидал Пран.
За 1942—1946 годы Пран снялся в 22 фильмах, 18 из которых были выпущены в прокат уже после 1947 года. Затем он покинул Лахор и переехал в Бомбей. Однако в городе, где его никто не знал, ему первое время было трудно найти работу в кино.
По рекомендации писателя Саадата Хасана Манто актёр получил роль в картине Ziddi, главные роли в котором играли Дев Ананд и Камини Каушал. Прану предложили всего лишь 500 рупий в качестве его вознаграждения за съёмки.
К 1950 году Пран считался главным злодеем Болливуда. Он был так убедителен в роли злодеев, что родители в Индии перестали называть детей похожими именами.
Особенно плодотворным было его сотрудничество с актёром Дилипом Кумаром, вместе с которым он сыграл в «Азаде» (1955), «Девдасе» (1955), «Мадхумати» (1958), «Раме и Шиаме» (1967).
Пран исполнил несколько ролей в комедийных фильмах вместе с Кишором Кумаром: Aasha (1957), «Воспитатель» (1958), Dewaqoof (1960), «Льготный билет» (1962), «Аферист» (1963).

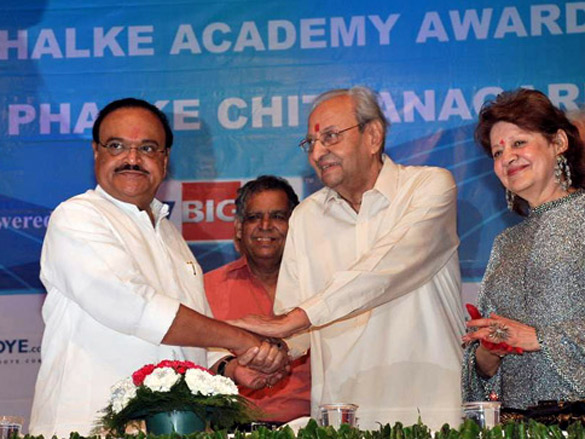

В конце 1960 года Пран исполнил роль героя войны — ветерана Маланг Чача в картине Upkar (1967). Этот фильм принёс ему его первую награду — Filmfare Award за лучшую мужскую роль второго плана.
После 1969 года ему предлагали роли в таких картинах, как Nannha Farishta (1969), Jangal Mein Mangal (1972), «Верующая» (1973), Ek Kunwari Ek Kunwara (1973), «Раху и Кету» (1978), «Как три мушкетёра» (1984), «Легенда о любви» (1984). Пран был очень близким другом Ашока Кумара, с которым они вместе сыграли в 27 фильмах, включая «Слезы, ставшие цветами» (1969), «Восток и запад» (1970), «Правосудие» (1971), «Рам и Шанкар» (1976), «Родная кровь» (1978), «Два путника» (1978) и многих других.
В 1969—1982 годы Пран считался самым высокооплачиваемым актером Болливуда после Раджеша Кханны. Поскольку Пран с трудом читал хинди, он просил сценаристов писать ему диалоги на урду.
В 1972 году Пран отказался принять свою награду Filmfare за лучшую мужскую роль второго плана в фильме Be-Imaan, потому что считал, что композитор Гулам Мохаммед заслужил награду Filmfare за свою музыку в «Куртизанка».
За съёмки в фильме «Бобби» (1973) Радж Капур не смог предложить Прану достойный гонорар. Поэтому Пран согласился принять участие в фильме за символическую плату в 1 рупию. На съемках в этом фильме Пран чуть не утонул в реке, к счастью, ему удалось зацепиться за камень и спастись. Говорят, что на первой встрече с Раджем Капуром на съёмках (1953) Пран почувствовал себя оскорбленным, когда Радж Капур выпил бо́льшую порцию алкоголя, в то время как предложил меньшую для Прана. В результате Пран отказался, заявив, что Радж Капур был скрягой. Тот узнал об этом позже и извинился, тогда Пран согласился на съёмки.
В 1973 году он рекомендует Амитабха Баччана (бывшего в то время новичком Болливуда) на главную роль в картине «Затянувшаяся расплата» режиссёра Пракаша Мехры, куда первоначально предполагалось пригласить кого-то более известного, например Дева Ананда или Дхармендру. После этого Баччан и Пран снялись вместе в 16 картинах: «Амар, Акбар, Антони», «Главарь мафии» (1978, за роль в этом фильме Прану заплатили в два раза больше, чем Амитабху Баччану за главную роль в этом же фильме), «Клянусь именем Ганги» (1978), «Верные друзья» (1980), «Калия» (1981) и других. Во всех, кроме одного, совместных фильмах с Амитабхом Баччаном Пран играл положительные роли. Пран был любимцем Манмохана Десаи, и тот регулярно приглашал его в свои картины, позволив сняться в «Мошеннике» (1960), «Лжеце» (1963), «Вечной сказке любви» (1977) и «Судьбе» (1981).
Работавшие с Праном отмечали его высоко профессиональное отношение к киносъёмкам. Несмотря на возрастные проблемы с ногами в 1990-х годах, Пран согласился сняться в «Ангел смерти» и «Наши с тобой мечты». Однако в большинстве сцен он появляется в сидячем положении. Однажды кинокритик высоко оценил работу Прана в фильме, но раскритиковал его грим. Расстроенный Пран решил, что с этих пор он будет уделять особое внимание всем своим нарядам. Он подружился с визажистами и мастерами по изготовлению париков. У него также был свой художник, который создавал для него разные образы, Пран даже вырезал фотографии из газет, если полагал, что сможет использовать прическу, усы или выражение лица с фотографии в своём будущем фильме.
В 1998 году в возрасте 78 лет Пран перенёс сердечный приступ. Это был первый в его жизни случай, когда он был госпитализирован, после чего отказывался почти от всех ролей, предлагаемых ему режиссёрами.
За свою шестидесятилетнюю кинокарьеру Пран лишь один раз выступил в роли режиссёра — в 1992 году он снял фильм «Лакшман Рекха». Биография Прана озаглавлена … И Пран, потому что в большинстве фильмов его имя в титрах появляется последним и читается как «и Пран». Иногда это «прежде всего Пран».
В 2010 году Пран вошёл в топ-25 азиатских актеров всех времён, составленный CNN.
Пран являлся членом различных общественных организаций и даже имел собственную футбольную команду под названием «Bombay Dynamos Football Club».
За последние несколько месяцев жизни его несколько раз госпитализировали в связи с ухудшением здоровья; он боролся с пневмонией. Скончался после продолжительной болезни в пригородной больнице Мумбаи. Похоронен в Shivaji Park в центре Мумбаи.

## Личная жизнь
18 апреля 1945 года Пран женился на Шукле Сиканд, имел двух сыновей и дочь:
- Арвинд (род. 11 августа 1946) бизнесмен живёт в Лондоне, женат на Читре, имеет двух сыновей.
- Сунил (род. май 1947) женат на Джотти, имеет сына.
- Пинки (род. 1949) замужем за Вивеком Пхала, имеет двух сыновей.

## Оценки современников
Премьер-министр Индии Манмохан Сингх назвал Прана «иконой», развлекавшей «несколько поколений индийцев своей захватывающей игрой в сотнях кино ролей. Его универсальность в создании неизгладимых впечатлений в сознании кинозрителей со временем улучшилась».
Спикер Лок сабхи Мейра Кумар сказала, что со смертью Прана «мы потеряли актера редкого калибра и утонченности, которые отличали его выдающуюся карьеру.
Считающийся одним из самых успешных актеров, изображающих сильных персонажей различных оттенков, Пран правил киноиндустрией хинди в течение нескольких десятилетий и завоевал восхищение миллионов поклонников в Индии и за рубежом».
Министр информации и радиовещания Маниш Тевари заявил: «Индийское кино сегодня потеряло икону, актёра, который устанавливал новые стандарты действий каждой ролью, которую он сыграл за последние несколько десятилетий».

## Награды и премии
- Filmfare Award за лучшую мужскую роль второго плана[7]
  - 1968 — за роль в фильме Upkar
  - 1970 — за роль в фильме «Слезы, ставшие цветами»
  - 1973 — за роль в фильме Be-Imaan
- 2001 — орден Падма бхушан[7]
- 2013 — Премия имени Дадасахеба Фальке[15].